# 오노데라 아키라
오노데라 아키라(小野寺昭, 1943년 9월 19일 ~ )는 일본의 가수, 배우이다.

## 생애
1943년 9월 19일 홋카이도 오비히로시에서 태어났다. 1968년 데뷔하여 닛테레에서 방영된 형사 드라마《太陽にほえろ！(태양에 짖어라)》에 1972년부터 1980년까지 출연했다. 이 드라마에서 그는 '시마 키미유키(島公之)'라는 젊은 미남 형사역을 맡았는데, 작중에서는 '덴카(殿下)'라는 애칭으로 불리었다. 단정한 외모와 귀공자를 연상시키는 분위기, 여성 심리에 능한 모습으로 드라마 방영 당시 여성 시청자들에게 제일 인기가 높았으며, 이 배역과 '덴카'라는 애칭은 그의 커리어에서 가장 유명한 역할과 별명이 되었다. 1977년에는 영화 '젊은이(若い人)'에서 사쿠라다 준코, 요시나가 사유리와 함께 출연했다. 가수로도 활동하여 7장의 싱글과 2장의 앨범을 냈다.
2007년에는 오사카 예술 대학 단기 대학부 홍보학과 연극 과정 교수가 되었으며, 2012년부터는 학과장에 취임했다.
2018년 8월 7일 히다산맥의 산장에서 계단을 헛디뎌 머리를 부딪힌 후 헬기로 긴급 후송되었다.

## 출연 작품

### 드라마
- 《パンとあこがれ(빵과 동경)》(1969년, TBS)
- 《太陽にほえろ！(태양에 짖어라)》(1972년 ~ 1980년, 닛테레) - 시마 키미유키
- 《黄金の日日(황금의 나날)》(1978년, NHK) - 고니시 유키나가

### 영화
- 《若い人(젊은이)》 (1977년)
- 《猫侍(고양이 사무라이)》 (2014년)
- 《8인의 수상한 신사들》 (2015년)

### 방송
- 《ダウンタウンのガキの使いやあらへんで!! 絶対に笑ってはいけない警察24時(다운타운의 가키노츠카이야아라헨데!! 절대로 웃으면 안되는 경찰 24시)》 (2006년) - 덴카(殿下)